# Sucrerie d'Ardres
La sucrerie d'Ardres est un site industriel monumental de transformation de betteraves sucrières et de raffinage construit à Pont d'Ardres en 1873 et qui a arrêté son activité en 2004.
Fleuron industriel à la fin des années 1880, il sera intégré aux sucreries Say en 1898 et en deviendra une composante essentielle après le scandale du Corner de 1905 sur le sucre égyptien.

## Avant Say
À partir de 1870, bénéficiant d'une amélioration des procédés de fabrication, et d'une modification de la fiscalité du sucre de betterave, de nombreuses sucreries dites centrales voient le jour,,.
Dans ce contexte, l'homme d'affaires Antoine Dewailly, directeur des forges de Marquise à Boulogne-sur-mer et ancien conseiller général du Pas-de-Calais, fait construire à Pont d'Ardres une sucrerie de grande envergure,.
Les travaux débutent en 1873 et Antoine Dewailly prend la direction de la société anonyme Sucrerie centrale d'Ardres.
Initialement prévue pour traiter 1600 tonnes/jour de betteraves, la fabrique ne se hissera jamais au rang d'acteur industriel, très loin de ses prétentions initiales, certainement des faits conjugués de l'ampleur du projet, des priorités politiques,,, comme de l'impréparation de ses commanditaires et dans un marché très instable où de nouvelles installations continuent de voir le jour quand d'autres sont mises en vente après quelques années d'existence,,.
La société est mise en faillite le 18 juillet 1883 et la sucrerie, un temps proposée à la location, est mise en vente le 24 décembre 1883. Le projet d'une ligne de chemin de fer reliant Anvin à Calais, prévu en 1882 et qui doit desservir Pont d'Ardres, est finalement abandonné
La Société ne trouve aucun repreneur pendant 4 ans.
En 1887, le site finit par intéresser un ingénieur sucrier reconnu, le Belge François Delori, 47 ans, sous-lieutenant du Génie de l'Ecole Spéciale Militaire de Bruxelles, ancien ingénieur détaché à Toulon de l'Ecole d'Application Navale de Paris et ancien ingénieur de la Marine d'Etat de Belgique qui, après s'être formé de nombreuses années à l'ensemble des métiers de la filière sucrière, fut le fondateur de la sucrerie de Bruges sur le canal de l'écluse, et, en 1875 et avec six associés et collègues ingénieurs, de la Sucrerie de l'Espérance à Snaeskerke, laquelle, finissant de rembourser ses investissements en moins de cinq ans, est réputée à l'époque être la sucrerie la mieux conduite de Belgique et du nord de la France.
François Delori a également accompagné M. Jean-Baptiste Stoclin à la demande de ce dernier en 1884 pour refonder sa sucrerie de Sainte-Marie-Kerque qui fut entièrement détruite par un incendie le 19 janvier 1883, et on peut lui supposer, en sa qualité d'ingénieur, une part importante prise dans la mise en place dans cet établissement en 1885 du procédé Steffen pour la séparation des sucres et mélasses.   
Face au refus de ses associés belges de fusionner les deux sites sous une même tutelle, François Delori fait un appel de fonds auprès d'Henry Say et acquiert la sucrerie d'Ardres. Il crée le 7 avril 1887 la société Sucrerie d'Ardres, Delori & Cie. dont le siège social est situé à Paris, au 65 rue de la Victoire dans le 9ème arrondissement.
La reprise de l'activité est rendue possible par une politique continue d'investissement que le conseil d'administration conduit sur la base de l'expérience et des compétences d'ingénierie et d'innovation technique de François Delori. Il s'agit de développer et de moderniser les équipements du site pour créer une raffinerie à la pointe qui sache rester compétitive dans un secteur d'activité encore instable. De nouveaux procédés de production sont régulièrement testés et brevetés et le site devient référent en matière d'ingénierie,,,. Pour financer cette politique d'investissement, le capital social de l'entreprise est régulièrement réévalué à la hausse: initialement d'une valeur de 550 000 Frs à la création de la société en 1887, il est porté une première fois à 1 100 000 Frs en 1893 puis réévalué très régulièrement jusqu'à atteindre 2 200 000 Frs en 1894.

## L'acquisition progressive
Dans le cadre de son développement à l'international, le conseil d'administration de Sucrerie d'Ardres, Delori & Cie. décide de basculer en Société anonyme au 31 juillet 1895. C'est dans ce contexte qu'Henry Say, déjà à la tête de Henry SAY et Cie., une filiale alors en plein essor des établissements Say, devient actionnaire majoritaire et administrateur de l'entreprise de Pont d'Ardres en compagnie de son bras droit Ernest Cronier et de François Delori. La nouvelle société prend le nom de Société anonyme des sucreries Henry Say.
A cette occasion, le capital de la nouvelle société est porté à 3 300 000 Frs. Celui-ci aura été multiplié par 6 en 8 ans.
En 1898, La société est intégrée à la Société des raffineries et sucreries Say
Le site de production de Pont d'Ardres devient une des nombreuses filiales de la société Henry SAY et Cie.
Henry Say décède le 27 janvier 1899 à l'âge de 49 ans et c'est Ernest Cronier qui prend la présidence de la Société Say, accompagne son développement à l'étranger et entreprend la liquidation de la société Henry SAY et Cie. en procédant au rachat des apports de cette société à la maison-mère pour un montant de 49 500 000 Frs.
Le site de Pont d'Ardres représente à lui seul 20 à 25% de la valeur totale de ces apports.
François Delori décède cinq ans plus tard, en 1904, à l'âge de 64 ans.

## La crise du Corner de 1905
Face au scandale du Corner de 1905 sur le sucre égyptien qu'il a provoqué, Ernest Cronier se suicide.
Ce départ et l'ampleur de la catastrophe financière mettent un coup d'arrêt au développement de l'entreprise Say.
La reprise du groupe Say est assurée par un jeune belge installé en Egypte Henri Naus.

## La continuité de l'exploitation du site

### L'apogée de la production
En 1996, la production du site est de 9000 tonnes de sucre/jour[réf. nécessaire].